# Составы Бюро и Политбюро ЦК РКП(б)
Коммунистическая партия Советского Союза — правящая партия в Союзе Советских Социалистических Республик, основной идеологией которой являлся марксизм-ленинизм, с начала 1920-х годов до марта 1990 года действовавшая в условиях однопартийной системы, что в отдельные периоды было закреплено конституционно. Исторически была основана в 1898 году как Российская социал-демократическая рабочая партия (аббрев. РСДРП), с весны 1917 года использовалось отсутствующее в партийных документах название большевистской фракции Российская социал-демократическая рабочая партия (большевиков) (аббрев. РСДРП(б)), с марта 1918 года — Российская коммунистическая партия (большевиков) (аббрев. РКП(б)), с декабря 1925 года — Всесоюзная коммунистическая партия (большевиков) (аббрев. ВКП(б)), с октября 1952 года — Коммунистическая партия Советского Союза (аббрев. КПСС). Руководящим партийным органом являлся съезд или партийная конференция, образующие для работы между ними Центральный комитет партии (ЦК). Однако в связи с относительной редкостью (в последний период — не реже одного раза в полгода) проведения Пленумов ЦК как пленарных заседаний членов и кандидатов в члены ЦК для целей принятия решений по текущим вопросам им образовывались коллегиальные руководящие органы: в период РКП(б) ими являлись Секретариат, Организационное бюро, а также Политическое бюро (до 25 марта 1919 года — Бюро). Высшим коллегиальным органом, решающим важнейшие политические (а равно любые другие, принятые к рассмотрению) вопросы в период между Пленумами ЦК, являлось Политическое бюро, члены и кандидаты в члены которого включены в настоящий список, организованный как перечень составов этого органа, формировавшихся избранными на съездах и конференциях составами Центрального комитета. Впервые этот орган был создан на заседании ЦК партии 10 [23] октября 1917 года, принявшем решение о подготовке вооружённого восстания, «для политического руководства на ближайшее время». После победы восстания положение пришедшей к власти партии требовало оперативного решения множества вопросов в условиях, когда Пленум ЦК собрать было сложно и не всегда осуществимо, поэтому 29 ноября [12 декабря] 1917 года Центральный комитет избрал «Бюро ЦК», в которое вошли В. И. Ленин, Я. М. Свердлов, И. В. Сталин и Л. Д. Троцкий. Состоявшийся в Москве с 18 по 23 марта 1919 года VIII съезд обобщил сложившуюся практику потребности повседневного руководства и создал Политическое бюро на постоянной основе.

## Бюро ЦК РКП(б) (1918)
Бюро Центрального комитета РКП(б), избранное 8 марта 1918 года Центральным комитетом РКП(б), избранным на состоявшемся в Петрограде с 6 по 8 марта 1918 года VII экстренном съезде РСДРП(б).
| Портрет       | Имя (годы жизни)                                                                                                 | Полномочия    | Полномочия                                                             | Другие должности | Пр.                  |
| Портрет       | Имя (годы жизни)                                                                                                 | Начало        | Окончание                                                              | Другие должности | Пр.                  |
| ------------- | --- | ------------- | ---------------------------------------------------------------------- | --- | -------------------- |
|               | Владимир Ильич Ленин (1870—1924) урожд. Владимир Ильич Ульянов                                                   | 8 марта 1918  | 25 марта 1919                                                          | • Председатель Совета народных комиссаров РСФСР • Председатель Совета Рабочей и Крестьянской Обороны — с 30 ноября 1918 | [ 8 ] [ 9 ] [ 10 ]   |
|               | Яков Михайлович Свердлов (1885—1919) урожд. Ешуа-Соломон Мовшевич Свердлов                                       | 8 марта 1918  | 16 марта 1919                                                          | • Председатель Секретариата Центрального комитета РКП(б) • Председатель Всероссийского центрального исполнительного комитета • член Организационного бюро Центрального комитета РКП(б) — с 16 января 1919 | [ 11 ] [ 12 ] [ 13 ] |
|               | Григорий Яковлевич Сокольников (1888—1939) урожд. Гирш Яковлевич Бриллиант                                       | 8 марта 1918  | 29 июля 1918                                                           | • член Президиума Высшего совета народного хозяйства РСФСР — в мае—июне 1918 | [ 14 ] [ 15 ] [ 16 ] |
| 11 марта 1919 | Григорий Яковлевич Сокольников (1888—1939) урожд. Гирш Яковлевич Бриллиант                                       | 25 марта 1919 | • член Революционного военного совета 2-й армии Восточного фронта РККА | | [ 14 ] [ 15 ] [ 16 ] |
|               | Иосиф Виссарионович Сталин (1878—1953) урожд. Иосиф Виссарионович Джугашвили груз. იოსებ ბესარიონის ძე ჯუღაშვილი | 25 марта 1919 | 8 марта 1918                                                           | • Народный комиссар по делам национальностей РСФСР • член Революционного военного совета Южного фронта РККА — с 17 сентября по 12 октября 1918 • член Революционного военного совета республики — с 8 октября 1918 • член Заграничного бюро Центрального комитета КП(б)У — с октября 1918 • Председатель Центрального бюро мусульманских организаций РКП(б) — с ноября 1918 | [ 17 ] [ 18 ] [ 19 ] |
|               | Елена Дмитриевна Стасова (1873—1966)                                                                             | 25 марта 1919 | 11 марта 1919                                                          | • секретарь Центрального комитета РКП(б) | [ 20 ] [ 21 ] [ 22 ] |
|               | Лев Давидович Троцкий (1879—1940) урожд. Лев Давидович Бронштейн                                                 | 25 марта 1919 | 8 марта 1918                                                           | • Народный комиссар по иностранным делам РСФСР — до 13 марта 1918 • Народный комиссар по военным делам РСФСР — с 13 марта 1918 • Председатель Высшего военного совета — с 14 марта по 2 сентября 1918 • Народный комиссар по морским делам РСФСР — с 6 апреля 1918 • Председатель Революционного военного совета республики — со 2 сентября 1918                            | [ 23 ] [ 24 ] [ 25 ] |

## Политическое бюро ЦК РКП(б) (1919)
Политическое бюро Центрального комитета РКП(б), избранное 25 марта 1919 года Пленумом Центрального комитета РКП(б), избранного на состоявшемся в Москве с 18 по 23 марта 1919 года VIII съезде РКП(б).
| Портрет                              | Имя (годы жизни)                                                                                                 | Полномочия     | Полномочия       | Другие должности | Пр.                  |
| Портрет                              | Имя (годы жизни)                                                                                                 | Начало         | Окончание        | Другие должности | Пр.                  |
| ------------------------------------ | --- | -------------- | ---------------- | --- | -------------------- |
|                                      | Лев Борисович Каменев (1883—1936) урожд. Лев Борисович Розенфельд                                                | 25 марта 1919  | 5 апреля 1920    | • Председатель Президиума Исполнительного комитета Московского Совета рабочих и красноармейских депутатов • член Организационного бюро Центрального комитета РКП(б) — с 13 августа 1919 | [ 27 ] [ 28 ] [ 29 ] |
|                                      | Николай Николаевич Крестинский (1883—1938)                                                                       | 25 марта 1919  | 5 апреля 1920    | • Народный комиссар финансов РСФСР • член Организационного бюро Центрального комитета РКП(б) • Ответственный секретарь Центрального комитета РКП(б) — с 29 ноября 1919 | [ 30 ] [ 31 ] [ 32 ] |
|                                      | Владимир Ильич Ленин (1870—1924) урожд. Владимир Ильич Ульянов                                                   | 25 марта 1919  | 5 апреля 1920    | • Председатель Совета народных комиссаров РСФСР • Председатель Совета рабочей и крестьянской обороны | [ 8 ] [ 9 ] [ 10 ]   |
|                                      | Иосиф Виссарионович Сталин (1878—1953) урожд. Иосиф Виссарионович Джугашвили груз. იოსებ ბესარიონის ძე ჯუღაშვილი | 25 марта 1919  | 5 апреля 1920    | • Народный комиссар по делам национальностей РСФСР • Председатель Центрального бюро коммунистических организаций народов Востока при ЦК РКП(б) — до декабря 1919 • член Революционного военного совета республики — до 8 июля 1919 • член Организационного бюро Центрального комитета РКП(б) • Народный комиссар государственного контроля РСФСР — с 30 марта 1919 по 7 февраля 2020 • член Революционного военного совета Западного фронта РККА — с 6 июля по 30 сентября 1919 • член Революционного военного совета Южного фронта РККА — с 3 октября 1919 по 10 января 1920 • член Революционного военного совета Юго-Западного фронта РККА — с 10 января 1920 • Народный комиссар рабоче-крестьянской инспекции РСФСР — с 7 февраля 2020 | [ 17 ] [ 18 ] [ 19 ] |
|                                      | Лев Давидович Троцкий (1879—1940) урожд. Лев Давидович Бронштейн                                                 | 25 марта 1919  | 5 апреля 1920    | • Народный комиссар по военным делам РСФСР • Народный комиссар по морским делам РСФСР • Председатель Революционного военного совета республики • член Организационного бюро Центрального комитета РКП(б) — с 8 ноября 1919 • Временный Народный комиссар путей сообщения РСФСР — с 20 марта 1920 | [ 23 ] [ 24 ] [ 25 ] |
| Кандидаты в члены Политического бюро | |                |                  | |                      |
|                                      | Николай Иванович Бухарин (1888—1938)                                                                             | 25 марта 1919  | 5 апреля 1920    | • главный редактор газеты «Правда» • член Исполнительного комитета Коммунистического интернационала | [ 33 ] [ 34 ] [ 35 ] |
|                                      | Григорий Евсеевич Зиновьев (1883—1936) урожд. Овсей-Гершон Аронович Радомысльский                                | 25 марта 1919  | 5 апреля 1920    | • Председатель Исполнительного комитета Коммунистического интернационала • Председатель Исполнительного комитета Петроградского совета рабочих, крестьянских и красноармейских депутатов • член Революционного военного совета 7-й армии Западного фронта РККА — с 14 июля 1919 | [ 36 ] [ 37 ] [ 38 ] |
|                                      | Михаил Иванович Калинин (1875—1946)                                                                              | 25 марта 1919  | 5 апреля 1920    | • Председатель Всероссийского центрального исполнительного комитета — с 30 марта 1919 • член Организационного бюро Центрального комитета РКП(б) — с 29 ноября 1919 | [ 39 ] [ 40 ] [ 41 ] |
|                                      | Елена Дмитриевна Стасова (1873—1966)                                                                             | 13 апреля 1919 | 26 сентября 1919 | • Ответственный секретарь Центрального комитета РКП(б) • член Организационного бюро Центрального комитета РКП(б) | [ 20 ] [ 21 ] [ 22 ] |

## Политическое бюро ЦК РКП(б) (1920)
Политическое бюро Центрального комитета РКП(б), избранное 5 апреля 1920 года года Пленумом Центрального комитета РКП(б), избранного на состоявшемся в Москве с 29 марта по 5 апреля 1920 года IX съезде РКП(б).
| Портрет                              | Имя (годы жизни)                                                                                                 | Полномочия    | Полномочия    | Другие должности | Пр.                  |
| Портрет                              | Имя (годы жизни)                                                                                                 | Начало        | Окончание     | Другие должности | Пр.                  |
| ------------------------------------ | --- | ------------- | ------------- | --- | -------------------- |
|                                      | Лев Борисович Каменев (1883—1936) урожд. Лев Борисович Розенфельд                                                | 5 апреля 1920 | 16 марта 1921 | • Председатель Президиума Исполнительного комитета Московского Совета рабочих и красноармейских депутатов — до 11 июня 1920 • Председатель Президиума губернского Исполнительного комитета Московского Совета рабочих и красноармейских депутатов — с 11 июня 1920 | [ 27 ] [ 28 ] [ 29 ] |
|                                      | Николай Николаевич Крестинский (1883—1938)                                                                       | 5 апреля 1920 | 16 марта 1921 | • Народный комиссар финансов РСФСР • член Организационного бюро Центрального комитета РКП(б) • Ответственный секретарь Центрального комитета РКП(б) | [ 30 ] [ 31 ] [ 32 ] |
|                                      | Владимир Ильич Ленин (1870—1924) урожд. Владимир Ильич Ульянов                                                   | 5 апреля 1920 | 16 марта 1921 | • Председатель Совета народных комиссаров РСФСР • Председатель Совета рабочей и крестьянской обороны — до 7 апреля 1920 • Председатель Совет труда и обороны РСФСР — с 7 апреля 1920 • кандидат в члены Исполнительного комитета Коммунистического интернационала — с августа 1920 | [ 8 ] [ 9 ] [ 10 ]   |
|                                      | Иосиф Виссарионович Сталин (1878—1953) урожд. Иосиф Виссарионович Джугашвили груз. იოსებ ბესარიონის ძე ჯუღაშვილი | 5 апреля 1920 | 16 марта 1921 | • Народный комиссар по делам национальностей РСФСР • Народный комиссар рабоче-крестьянской инспекции РСФСР • член Организационного бюро Центрального комитета РКП(б) • член Революционного военного совета Юго-Западного фронта РККА — до 1 сентября 1920 • член Революционного военного совета республики — с 18 мая 1920 • кандидат в члены Исполнительного комитета Коммунистического интернационала — с августа 1920                               | [ 17 ] [ 18 ] [ 19 ] |
|                                      | Лев Давидович Троцкий (1879—1940) урожд. Лев Давидович Бронштейн                                                 | 5 апреля 1920 | 16 марта 1921 | • Народный комиссар по военным делам РСФСР • Народный комиссар по морским делам РСФСР • Председатель Революционного военного совета республики • Временный Народный комиссар путей сообщения РСФСР — до 10 декабря 1920 • кандидат в члены Исполнительного комитета Коммунистического интернационала — с августа 1920 | [ 23 ] [ 24 ] [ 25 ] |
| кандидаты в члены Политического бюро | |               |               | |                      |
|                                      | Николай Иванович Бухарин (1888—1938)                                                                             | 5 апреля 1920 | 16 марта 1921 | • главный редактор газеты «Правда» • член Исполнительного комитета Коммунистического интернационала — до июля 1920 • член Президиума Исполнительного комитета Коммунистического интернационала — с августа 1920 | [ 33 ] [ 34 ] [ 35 ] |
|                                      | Григорий Евсеевич Зиновьев (1883—1936) урожд. Овсей-Гершон Аронович Радомысльский                                | 5 апреля 1920 | 16 марта 1921 | • Председатель Исполнительного комитета Коммунистического интернационала • Председатель Исполнительного комитета Петроградского совета рабочих, крестьянских и красноармейских депутатов — до 2 августа 1920 • член Революционного военного совета 7-й армии Западного фронта РККА — до 26 ноября 1920 • Председатель губернского Исполнительного комитета Петроградского совета рабочих, крестьянских и красноармейских депутатов — со 2 августа 1920 | [ 36 ] [ 37 ] [ 38 ] |
|                                      | Михаил Иванович Калинин (1875—1946)                                                                              | 5 апреля 1920 | 16 марта 1921 | • Председатель Всероссийского центрального исполнительного комитета | [ 39 ] [ 40 ] [ 41 ] |

## Политическое бюро ЦК РКП(б) (1921)
Политическое бюро Центрального комитета РКП(б), избранное 16 марта 1921 года года Пленумом Центрального комитета РКП(б), избранного на состоявшемся в Москве с 8 по 16 марта 1921 года X съезде РСДРП(б).
| Портрет                              | Имя (годы жизни)                                                                                                 | Полномочия    | Полномочия    | Другие должности | Пр.                  |
| Портрет                              | Имя (годы жизни)                                                                                                 | Начало        | Окончание     | Другие должности | Пр.                  |
| ------------------------------------ | --- | ------------- | ------------- | --- | -------------------- |
|                                      | Григорий Евсеевич Зиновьев (1883—1936) урожд. Овсей-Гершон Аронович Радомысльский                                | 16 марта 1921 | 3 апреля 1922 | • Председатель Исполнительного комитета Коммунистического интернационала • Председатель губернского Исполнительного комитета Петроградского совета рабочих, крестьянских и красноармейских депутатов | [ 36 ] [ 37 ] [ 38 ] |
|                                      | Лев Борисович Каменев (1883—1936) урожд. Лев Борисович Розенфельд                                                | 16 марта 1921 | 3 апреля 1922 | • Председатель Президиума губернского Исполнительного комитета Московского Совета рабочих и красноармейских депутатов | [ 27 ] [ 28 ] [ 29 ] |
|                                      | Владимир Ильич Ленин (1870—1924) урожд. Владимир Ильич Ульянов                                                   | 16 марта 1921 | 3 апреля 1922 | • Председатель Совета народных комиссаров РСФСР • Председатель Совет труда и обороны РСФСР • кандидат в члены Исполнительного комитета Коммунистического интернационала — до июня 1921 • член Исполнительного комитета Коммунистического интернационала — с июня 1921                                                                                      | [ 8 ] [ 9 ] [ 10 ]   |
|                                      | Иосиф Виссарионович Сталин (1878—1953) урожд. Иосиф Виссарионович Джугашвили груз. იოსებ ბესარიონის ძე ჯუღაშვილი | 16 марта 1921 | 3 апреля 1922 | • Народный комиссар по делам национальностей РСФСР • Народный комиссар рабоче-крестьянской инспекции РСФСР • член Организационного бюро Центрального комитета РКП(б) • член Революционного военного совета республики — до 1 апреля 1922 • кандидат в члены Исполнительного комитета Коммунистического интернационала — до июня 1921                       | [ 17 ] [ 18 ] [ 19 ] |
|                                      | Лев Давидович Троцкий (1879—1940) урожд. Лев Давидович Бронштейн                                                 | 16 марта 1921 | 3 апреля 1922 | • Народный комиссар по военным делам РСФСР • Народный комиссар по морским делам РСФСР • Председатель Революционного военного совета республики • кандидат в члены Исполнительного комитета Коммунистического интернационала — до июня 1921 • член Исполнительного комитета Коммунистического интернационала — с июля 1921                                  | [ 23 ] [ 24 ] [ 25 ] |
| кандидаты в члены Политического бюро | |               |               | |                      |
|                                      | Николай Иванович Бухарин (1888—1938)                                                                             | 16 марта 1921 | 3 апреля 1922 | • главный редактор газеты «Правда» • член Президиума Исполнительного комитета Коммунистического интернационала | [ 33 ] [ 34 ] [ 35 ] |
|                                      | Михаил Иванович Калинин (1875—1946)                                                                              | 16 марта 1921 | 3 апреля 1922 | • Председатель Всероссийского центрального исполнительного комитета • кандидат в члены Организационного бюро Центрального комитета РКП(б) | [ 39 ] [ 40 ] [ 41 ] |
|                                      | Вячеслав Михайлович Молотов (1890—1986) урожд. Вячеслав Михайлович Скрябин                                       | 16 марта 1921 | 3 апреля 1922 | • 1-й секретарь Центрального комитета КП(б) Украины — до 22 марта 1921 • член Политического бюро Центрального комитета КП(б) Украины — до 21 июля 1921 • член Организационного бюро Центрального комитета КП(б) Украины — до 21 июля 1921 • Ответственный секретарь Центрального комитета РКП(б) • член Организационного бюро Центрального комитета РКП(б) | [ 44 ] [ 45 ] [ 46 ] |

## Политическое бюро ЦК РКП(б) (1922)
Политическое бюро Центрального комитета РКП(б), избранное 3 апреля 1922 года года Пленумом Центрального комитета РКП(б), избранного на состоявшемся в Москве с 27 марта по 2 апреля 1922 года XI съезде РКП(б).
| Портрет                              | Имя (годы жизни)                                                                                                 | Полномочия    | Полномочия     | Другие должности | Пр.                  |
| Портрет                              | Имя (годы жизни)                                                                                                 | Начало        | Окончание      | Другие должности | Пр.                  |
| ------------------------------------ | --- | ------------- | -------------- | --- | -------------------- |
|                                      | Григорий Евсеевич Зиновьев (1883—1936) урожд. Овсей-Гершон Аронович Радомысльский                                | 3 апреля 1922 | 26 апреля 1923 | • Председатель Исполнительного комитета Коммунистического интернационала • Председатель губернского Исполнительного комитета Петроградского совета рабочих, крестьянских и красноармейских депутатов | [ 36 ] [ 37 ] [ 38 ] |
|                                      | Лев Борисович Каменев (1883—1936) урожд. Лев Борисович Розенфельд                                                | 3 апреля 1922 | 26 апреля 1923 | • Председатель Президиума губернского Исполнительного комитета Московского Совета рабочих и красноармейских депутатов • заместитель Председателя Совета народных комиссаров РСФСР — с 14 сентября 1922 • заместитель Председателя Совета труда и обороны РСФСР — с 14 сентября 1922 | [ 27 ] [ 28 ] [ 29 ] |
|                                      | Владимир Ильич Ленин (1870—1924) урожд. Владимир Ильич Ульянов                                                   | 3 апреля 1922 | 26 апреля 1923 | • Председатель Совета народных комиссаров РСФСР • Председатель Совет труда и обороны РСФСР • член Исполнительного комитета Коммунистического интернационала — до ноября 1922 | [ 8 ] [ 9 ] [ 10 ]   |
|                                      | Алексей Иванович Рыков (1881—1938)                                                                               | 3 апреля 1922 | 26 апреля 1923 | • член Организационного бюро Центрального комитета РКП(б) • заместитель Председателя Совета труда и обороны РСФСР • заместитель Председателя Совета народных комиссаров РСФСР | [ 48 ] [ 49 ] [ 50 ] |
|                                      | Иосиф Виссарионович Сталин (1878—1953) урожд. Иосиф Виссарионович Джугашвили груз. იოსებ ბესარიონის ძე ჯუღაშვილი | 3 апреля 1922 | 26 апреля 1923 | • Генеральный секретарь Центрального комитета РКП(б) • Народный комиссар по делам национальностей РСФСР • Народный комиссар рабоче-крестьянской инспекции РСФСР — до 6 мая 1922 • член Организационного бюро Центрального комитета РКП(б) | [ 17 ] [ 18 ] [ 19 ] |
|                                      | Михаил Павлович Томский (1880—1936) урожд. Михаил Павлович Ефремов                                               | 3 апреля 1922 | 26 апреля 1923 | • секретарь Всероссийского центрального исполнительного комитета — до 28 декабря 1922 • секретарь Всероссийского центрального совета профессиональных союзов — до 17 сентября 1922 • член Организационного бюро Центрального комитета РКП(б) • Председатель Всероссийского центрального совета профессиональных союзов — с 22 сентября 1922 • член Совета труда и обороны РСФСР — с 1923 | [ 51 ] [ 52 ] [ 53 ] |
|                                      | Лев Давидович Троцкий (1879—1940) урожд. Лев Давидович Бронштейн                                                 | 3 апреля 1922 | 26 апреля 1923 | • Народный комиссар по военным делам РСФСР • Народный комиссар по морским делам РСФСР • Председатель Революционного военного совета республики • член Исполнительного комитета Коммунистического интернационала — до ноября 1922 • кандидат в члены Исполнительного комитета Коммунистического интернационала — с декабря 1922                                                           | [ 23 ] [ 24 ] [ 25 ] |
| кандидаты в члены Политического бюро | |               |                | |                      |
|                                      | Николай Иванович Бухарин (1888—1938)                                                                             | 3 апреля 1922 | 26 апреля 1923 | • главный редактор газеты «Правда» • член Президиума Исполнительного комитета Коммунистического интернационала | [ 33 ] [ 34 ] [ 35 ] |
|                                      | Михаил Иванович Калинин (1875—1946)                                                                              | 3 апреля 1922 | 26 апреля 1923 | • Председатель Всероссийского центрального исполнительного комитета • кандидат в члены Организационного бюро Центрального комитета РКП(б) • Председатель от РСФСР Центрального исполнительного комитета СССР — с 30 декабря 1922 | [ 39 ] [ 40 ] [ 41 ] |
|                                      | Вячеслав Михайлович Молотов (1890—1986) урожд. Вячеслав Михайлович Скрябин                                       | 3 апреля 1922 | 26 апреля 1923 | • секретарь Центрального комитета РКП(б) • член Организационного бюро Центрального комитета РКП(б) | [ 44 ] [ 45 ] [ 46 ] |

## Политическое бюро ЦК РКП(б) (1923)
Политическое бюро Центрального комитета РКП(б), избранное 26 апреля 1923 года Пленумом Центрального комитета РКП(б), избранного на состоявшемся в Москве с 17 по 25 апреля 1923 года XII съезде РКП(б).
| Портрет                              | Имя (годы жизни)                                                                                                 | Полномочия     | Полномочия     | Другие должности | Пр.                  |
| Портрет                              | Имя (годы жизни)                                                                                                 | Начало         | Окончание      | Другие должности | Пр.                  |
| ------------------------------------ | --- | -------------- | -------------- | --- | -------------------- |
|                                      | Григорий Евсеевич Зиновьев (1883—1936) урожд. Овсей-Гершон Аронович Радомысльский                                | 26 апреля 1923 | 2 июня 1924    | • Председатель Исполнительного комитета Коммунистического интернационала • Председатель губернского Исполнительного комитета Петроградского совета рабочих, крестьянских и красноармейских депутатов (с 26 января 1924 — Ленинградского совета рабочих, крестьянских и красноармейских депутатов) • член Организационного бюро Центрального комитета РКП(б) — с 25 сентября 1923 | [ 36 ] [ 37 ] [ 38 ] |
|                                      | Лев Борисович Каменев (1883—1936) урожд. Лев Борисович Розенфельд                                                | 26 апреля 1923 | 2 июня 1924    | • Председатель Президиума губернского Исполнительного комитета Московского Совета рабочих и красноармейских депутатов • заместитель Председателя Совета народных комиссаров РСФСР • заместитель Председателя Совета труда и обороны РСФСР — до 17 июля 1923 • заместитель Председателя Совета народных комиссаров СССР — с 6 июля 1923 • заместитель Председателя Совета труда и обороны СССР — с 17 июля 1923 по 2 февраля 1924 • Председатель Совета труда и обороны СССР — со 2 февраля 1924 | [ 27 ] [ 28 ] [ 29 ] |
|                                      | Владимир Ильич Ленин (1870—1924) урожд. Владимир Ильич Ульянов                                                   | 26 апреля 1923 | 21 января 1924 | • Председатель Совета народных комиссаров РСФСР • Председатель Совет труда и обороны РСФСР — до 17 июля 1923 • Председатель Совета народных комиссаров СССР — с 6 июля 1923 • Председатель Совет труда и обороны СССР — с 17 июля 1923 | [ 8 ] [ 9 ] [ 10 ]   |
|                                      | Алексей Иванович Рыков (1881—1938)                                                                               | 26 апреля 1923 | 2 июня 1924    | • член Организационного бюро Центрального комитета РКП(б) • заместитель Председателя Совета труда и обороны РСФСР — до 17 июля 1923 • заместитель Председателя Совета народных комиссаров РСФСР — до 2 февраля 1924 • Председатель Высшего совета народного хозяйства РСФСР — с 9 мая по 7 июля 1923 • заместитель Председателя Совета народных комиссаров СССР — с 6 июля 1923 по 2 февраля 1924 • Председатель Высшего совета народного хозяйства СССР — с 6 июля 1923 по 2 февраля 1924 • Председатель Совет труда и обороны СССР — с 17 июля 1923 • Председатель Совета народных комиссаров СССР — со 2 февраля 1924 • Председатель Совета народных комиссаров РСФСР — со 2 февраля 1924 | [ 48 ] [ 49 ] [ 50 ] |
|                                      | Иосиф Виссарионович Сталин (1878—1953) урожд. Иосиф Виссарионович Джугашвили груз. იოსებ ბესარიონის ძე ჯუღაშვილი | 26 апреля 1923 | 2 июня 1924    | • Генеральный секретарь Центрального комитета РКП(б) • Народный комиссар по делам национальностей РСФСР — до 7 июля 1923 • член Организационного бюро Центрального комитета РКП(б) | [ 17 ] [ 18 ] [ 19 ] |
|                                      | Михаил Павлович Томский (1880—1936) урожд. Михаил Павлович Ефремов                                               | 26 апреля 1923 | 2 июня 1924    | • член Организационного бюро Центрального комитета РКП(б) • Председатель Всероссийского центрального совета профессиональных союзов • член Совета труда и обороны РСФСР — до 17 июля 1923 • член Совета труда и обороны СССР — с 17 июля 1923 | [ 51 ] [ 52 ] [ 53 ] |
|                                      | Лев Давидович Троцкий (1879—1940) урожд. Лев Давидович Бронштейн                                                 | 26 апреля 1923 | 2 июня 1924    | • Народный комиссар по военным делам РСФСР — до 12 ноября 1923 • Народный комиссар по морским делам РСФСР — до 12 ноября 1923 • Председатель Революционного военного совета республики — до 28 августа 1923 • кандидат в члены Исполнительного комитета Коммунистического интернационала • Председатель Революционного военного совета СССР — с 28 августа 1923 • член Организационного бюро Центрального комитета РКП(б) — с 25 сентября 1923 • Народный комиссар по военным и морским делам СССР — с 12 ноября 1923 | [ 23 ] [ 24 ] [ 25 ] |
| кандидаты в члены Политического бюро | |                |                | |                      |
|                                      | Николай Иванович Бухарин (1888—1938)                                                                             | 26 апреля 1923 | 2 июня 1924    | • главный редактор газеты «Правда» • член Президиума Исполнительного комитета Коммунистического интернационала • кандидат в члены Организационного бюро Центрального комитета РКП(б) — с 25 сентября 1923 | [ 33 ] [ 34 ] [ 35 ] |
|                                      | Михаил Иванович Калинин (1875—1946)                                                                              | 26 апреля 1923 | 2 июня 1924    | • Председатель Всероссийского центрального исполнительного комитета • кандидат в члены Организационного бюро Центрального комитета РКП(б) • Председатель от РСФСР Центрального исполнительного комитета СССР | [ 39 ] [ 40 ] [ 41 ] |
|                                      | Вячеслав Михайлович Молотов (1890—1986) урожд. Вячеслав Михайлович Скрябин                                       | 26 апреля 1923 | 2 июня 1924    | • секретарь Центрального комитета РКП(б) • член Организационного бюро Центрального комитета РКП(б) | [ 44 ] [ 45 ] [ 46 ] |
|                                      | Ян Эрнестович Рудзутак (1887—1938) латыш. Jānis Rudzutaks                                                        | 26 апреля 1923 | 2 июня 1924    | • секретарь Среднеазиатского бюро ЦК РКП(б) • секретарь ЦК РКП(б) — до 2 февраля 1924 • член Организационного бюро Центрального комитета РКП(б) • Народный комиссар путей сообщения СССР — со 2 февраля 1924 | [ 55 ] [ 56 ] [ 57 ] |

## Политическое бюро ЦК РКП(б) (1924)
Политическое бюро Центрального комитета РКП(б), избранное 2 июня 1924 года Пленумом Центрального комитета РКП(б), избранного на состоявшемся в Москве с 23 по 31 мая 1924 года XIII съезде РКП(б).
| Портрет                              | Имя (годы жизни)                                                                                                 | Полномочия  | Полномочия      | Другие должности | Пр.                  |
| Портрет                              | Имя (годы жизни)                                                                                                 | Начало      | Окончание       | Другие должности | Пр.                  |
| ------------------------------------ | --- | ----------- | --------------- | --- | -------------------- |
|                                      | Николай Иванович Бухарин (1888—1938)                                                                             | 2 июня 1924 | 1 января 1926   | • главный редактор газеты «Правда» • член Президиума Исполнительного комитета Коммунистического интернационала | [ 33 ] [ 34 ] [ 35 ] |
|                                      | Григорий Евсеевич Зиновьев (1883—1936) урожд. Овсей-Гершон Аронович Радомысльский                                | 2 июня 1924 | 1 января 1926   | • Председатель Исполнительного комитета Коммунистического интернационала • Председатель губернского Исполнительного комитета Ленинградского совета рабочих, крестьянских и красноармейских депутатов | [ 36 ] [ 37 ] [ 38 ] |
|                                      | Лев Борисович Каменев (1883—1936) урожд. Лев Борисович Розенфельд                                                | 2 июня 1924 | 1 января 1926   | • Председатель Президиума губернского Исполнительного комитета Московского Совета рабочих и красноармейских депутатов • заместитель Председателя Совета народных комиссаров РСФСР — до 5 мая 1925 • заместитель Председателя Совета народных комиссаров СССР • Председатель Совета труда и обороны СССР • кандидат в члены Президиума Исполнительного комитета Коммунистического интернационала — с июля 1924                                                                                                | [ 27 ] [ 28 ] [ 29 ] |
|                                      | Алексей Иванович Рыков (1881—1938)                                                                               | 2 июня 1924 | 1 января 1926   | • Председатель Совета народных комиссаров СССР • Председатель Совета народных комиссаров РСФСР • кандидат в члены Президиума Исполнительного комитета Коммунистического интернационала — с июля 1924 | [ 48 ] [ 49 ] [ 50 ] |
|                                      | Иосиф Виссарионович Сталин (1878—1953) урожд. Иосиф Виссарионович Джугашвили груз. იოსებ ბესარიონის ძე ჯუღაშვილი | 2 июня 1924 | 1 января 1926   | • Генеральный секретарь Центрального комитета РКП(б) • член Организационного бюро Центрального комитета РКП(б) • член Президиума Исполнительного комитета Коммунистического интернационала — с июля 1924 | [ 17 ] [ 18 ] [ 19 ] |
|                                      | Михаил Павлович Томский (1880—1936) урожд. Михаил Павлович Ефремов                                               | 2 июня 1924 | 1 января 1926   | • Председатель Всероссийского центрального совета профессиональных союзов — до 11 ноября 1924 • член Совета труда и обороны СССР • кандидат в члены Организационного бюро Центрального комитета РКП(б) • Председатель Всесоюзного центрального совета профессиональных союзов — с 11 ноября 1924 | [ 51 ] [ 52 ] [ 53 ] |
|                                      | Лев Давидович Троцкий (1879—1940) урожд. Лев Давидович Бронштейн                                                 | 2 июня 1924 | 1 января 1926   | • Председатель Революционного военного совета СССР — до 26 января 1925 • Народный комиссар по военным и морским делам СССР — до 26 января 1925 • Председатель Главного концессионного комитета при Совете народных комиссаров СССР — с 26 мая 1925 • член Президиума Высшего совета народного хозяйства СССР — с мая 1925 | [ 23 ] [ 24 ] [ 25 ] |
| кандидаты в члены Политического бюро | |             |                 | |                      |
|                                      | Феликс Эдмундович Дзержинский (1877—1926) пол. Feliks Dzierżyński                                                | 2 июня 1924 | 1 января 1926   | • Председатель Объединённого государственного политического управления при Совете народных комиссаров СССР • Председатель Высшего совета народного хозяйства СССР • кандидат в члены Организационного бюро Центрального комитета РКП(б) | [ 59 ] [ 60 ] [ 61 ] |
|                                      | Михаил Иванович Калинин (1875—1946)                                                                              | 2 июня 1924 | 1 января 1926   | • Председатель Всероссийского центрального исполнительного комитета • кандидат в члены Организационного бюро Центрального комитета РКП(б) • Председатель от РСФСР Центрального исполнительного комитета СССР | [ 39 ] [ 40 ] [ 41 ] |
|                                      | Вячеслав Михайлович Молотов (1890—1986) урожд. Вячеслав Михайлович Скрябин                                       | 2 июня 1924 | 1 января 1926   | • секретарь Центрального комитета РКП(б) • член Организационного бюро Центрального комитета РКП(б) | [ 44 ] [ 45 ] [ 46 ] |
|                                      | Ян Эрнестович Рудзутак (1887—1938) латыш. Jānis Rudzutaks                                                        | 2 июня 1924 | 1 января 1926   | • секретарь Среднеазиатское бюро ЦК РКП(б) — до 30 октября 1924 • Народный комиссар путей сообщения СССР | [ 55 ] [ 56 ] [ 57 ] |
|                                      | Григорий Яковлевич Сокольников (1888—1939) урожд. Гирш Яковлевич Бриллиант                                       | 2 июня 1924 | 1 января 1926   | • Народный комиссар финансов СССР • кандидат в члены Президиума Исполнительного комитета Коммунистического интернационала — с июля 1924 | [ 14 ] [ 15 ] [ 16 ] |
|                                      | Михаил Васильевич Фрунзе (1885—1925) урожд. Михаил Васильевич Фрунзеэ                                            | 2 июня 1924 | 31 октября 1925 | • начальник Штаба Рабоче-крестьянской Красной армии — по 26 января 1925 • Начальник Военной академии РККА — по 26 января 1925 • кандидат в члены Организационного бюро Центрального комитета РКП(б) • кандидат в члены Президиума Исполнительного комитета Коммунистического интернационала — с июля 1924 • Народный комиссар по военным и морским делам СССР — с 26 января 1925 • Председатель Революционного военного совета СССР — с 26 января 1925 • член Совета труда и обороны СССР — с 26 января 1925 | [ 62 ] [ 63 ] [ 64 ] |